# Prasugrel
Prasugrel (nomes comerciais: Effient, Efient, entre outros)  é um fármaco com ação antiagregante plaquetar, membro da classe das tienopiridinas, a mesma da ticlopidina e clopidogrel. É um antagonista irreversível dos receptores P2Y 12 ADP.

## Usos clínicos
Prasugrel é usado em combinação com aspirina em baixa dose para prevenir a trombose em pacientes com síndrome coronariana aguda, incluindo angina de peito instável , infarto do miocárdio sem elevação do ST e infarto do miocárdio com elevação do segmento ST. A terapia com Prasugrel foi associada a resultados clínicos melhores do que o clopidogrel, porém está associado a um maior risco de sangramento em comparação ao clopidogrel. Dado o risco de hemorragia, o Prasugrel não deve ser utilizado em pessoas com mais de 75 anos, com baixo peso ou histórico de acidentes vasculares cerebrais ou ataques isquêmicos transitórios.